# Шипочански рид
Шипочанският рид (или Шипочан) e планински рид в най-югозападната част на Ихтиманска Средна гора, който осъществява връзката на Средна гора с Рила.
Шипочанският рид на запад достига до долините на река Искър и десния ѝ приток Боровецка Бистрица, които го отделят от Самоковската котловина. На изток долината на другия десен приток на река Искър река Шипочаница го отделя от рида Шумнатица на Ихтиманска Средна гора. На юг Боровецката седловина (1305 м) го отделя от Рила, а на север достига до южния бряг на язовир „Искър“. Простира се от север на юг на около 17 км, а ширината му е до 5 км. Най-високата му точка е 1312 м и се намира в най-южната му част, в близост до Боровецката седловина.
Билото на рида е плоско, наклонено на север и с надморска височина 1100 – 1300 м. Склоновете му са къси, набраздени от дълбоки долове и долини. Изграден е от гнайси, амфиболити и шисти. Обрасъл е с иглолистни и широколистни гори и пасища.
По западния му склон са разположени град Самоков и селата Драгушиново и Злокучене, а по източния (долината на река Шипочаница) – селата Ново село и Шипочане.
По целия южен и западен склон на рида, на протежение от 23,6 км, преминава участък от второкласен път № 82 от Държавната пътна мрежа Костенец – Самоков – София.
От запад на изток, между Самоков и село Шипочане, на протежение от 7 км, рида се пресича от участък от третокласен път № 822 от Държавната пътна мрежа Самоков – Ново село – Ихтиман.

## Топографска карта
- Лист от карта K-34-60. Мащаб: 1 : 100 000.
- Лист от карта K-34-72. Мащаб: 1 : 100 000.